# Sphenodon
Vous lisez un « bon article » labellisé en 2009.
Genre
Synonymes
- Sphaenodon Gray, 1831

Sphenodon est un genre de rhynchocéphales de la famille des Sphenodontidae. En français il est appelé sphénodon, hattéria ou hattérie ; en maori : tuatara. Son nom scientifique vient du grec σφηνός sphênós « pointe » et ὀδόντος odóntos « dent », soit « aux dents pointues »,; tuatara signifie « à crête sur le dos » et punctatus signifie couvert de points en latin. La sous-espèce guntheri est un hommage au naturaliste britannique Albert Günther.

## Généralités
Malgré la ressemblance extérieure, le sphénodon n'est pas un lézard, mais un proche parent des squamates qui regroupent les lézards et les serpents. Cet animal possède un troisième œil et représente un témoignage de la séparation des lignées ayant abouti aux lépidosauriens (dont les lézards, serpents et sphénodons font partie) d'une part et aux archosauriens (oiseaux et crocodiliens entre autres) d'autre part. Endémique de Nouvelle-Zélande, la seule espèce actuelle Sphenodon punctatus (avec ses deux sous-espèces Sphenodon punctatus punctatus et Sphenodon punctatus guntheri) est l'espèce relique d'un groupe florissant sur tous les continents il y a 200 millions d'années : l’ordre des rhynchocéphales (Rhynchocephalia), aussi appelés sphénodontes (Sphenodontia). Les sphénodons forment la branche divergeant le plus précocement dans l'arbre phylogénétique actuel des lépidosauriens. Le cerveau et le mode de locomotion présentent des caractères ancestraux d'amphibiens et l'organisation du cœur est plus simple que chez les autres reptiles.
Cette espèce en danger fait l'objet d'un programme de protection et de réintroduction en milieu naturel. Les Maori, qui le considéraient comme un messager divin, l'ont déclaré taonga : « trésor sacré ».

## Morphologie

### Mensurations

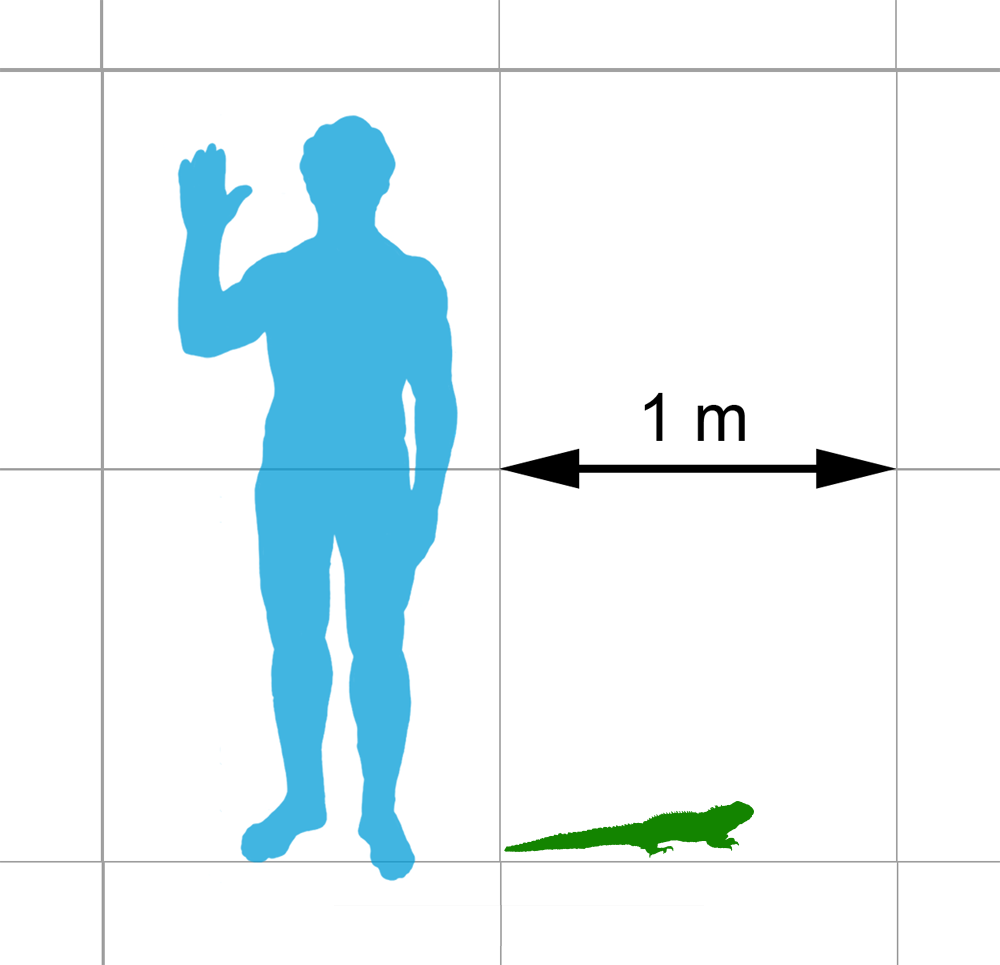
Tailles comparées d'un sphénodon et d'un humain.

Avec un métabolisme bas, ce reptile peut vivre environ 60 ans dans son milieu mais le record de longévité en captivité, confirmé par une publication scientifique, est de 77 ans. La New Zealand Herpetological Society cite un individu de 90 ans et un article de la BBC évoque même un sphénodon mâle de 111 ans, et une femelle de 80 ans.
Il cesse sa croissance vers l'âge de cinquante ans et le mâle est plus grand que la femelle : le Sphenodon punctatus adulte mâle mesure 61 centimètres de longueur en moyenne et les femelles 45 cm. Le zoo de San Diego cite même une longueur record de 80 cm du museau à l'extrémité de la queue.
Les mâles peuvent peser plus d'un kilogramme, et les femelles dépasser 500 g. Le Sphenodon guntheri est un peu plus petit ; il peut dépasser un poids de 660 g.

### Aspect général
Cet animal a l'aspect d'un lézard ou plus précisément d'un Iguanidae, même si ce n'en est pas un. Le Sphenodon punctatus guntheri est d'une couleur brun vert qui se fond dans son environnement, tandis que le Sphenodon punctatus punctatus dispose d'une palette de couleurs plus élargie, allant du vert olive au rouge brique en passant par le gris et le rose sombre. Ces couleurs peuvent changer au cours de la vie de l'animal, puisqu'il mue au moins une fois par an (adultes), voire trois ou quatre fois par an (juvéniles). Il présente une crête épineuse sur la nuque et le dos, plus prononcée chez le mâle, qui lui vaut son nom maori de Tuatara : « crêté ». Il existe un dimorphisme sexuel chez les deux variétés de sphénodon.

### Dimorphisme sexuel
Le mâle est plus grand que la femelle ; la crête épineuse située sur le dos, formée de replis triangulaires de peau et qui ne piquent pas, est plus grande que chez la femelle. Le mâle peut l'ériger pour paraître plus impressionnant. L'abdomen du mâle est plus étroit que celui de la femelle.

## Anatomie

### Squelette
Ce reptile présente un certain nombre de particularités au niveau du squelette, dont certaines sont ancestrales et ont été conservées au cours de l'évolution.

#### Crâne

##### Fenêtres temporales

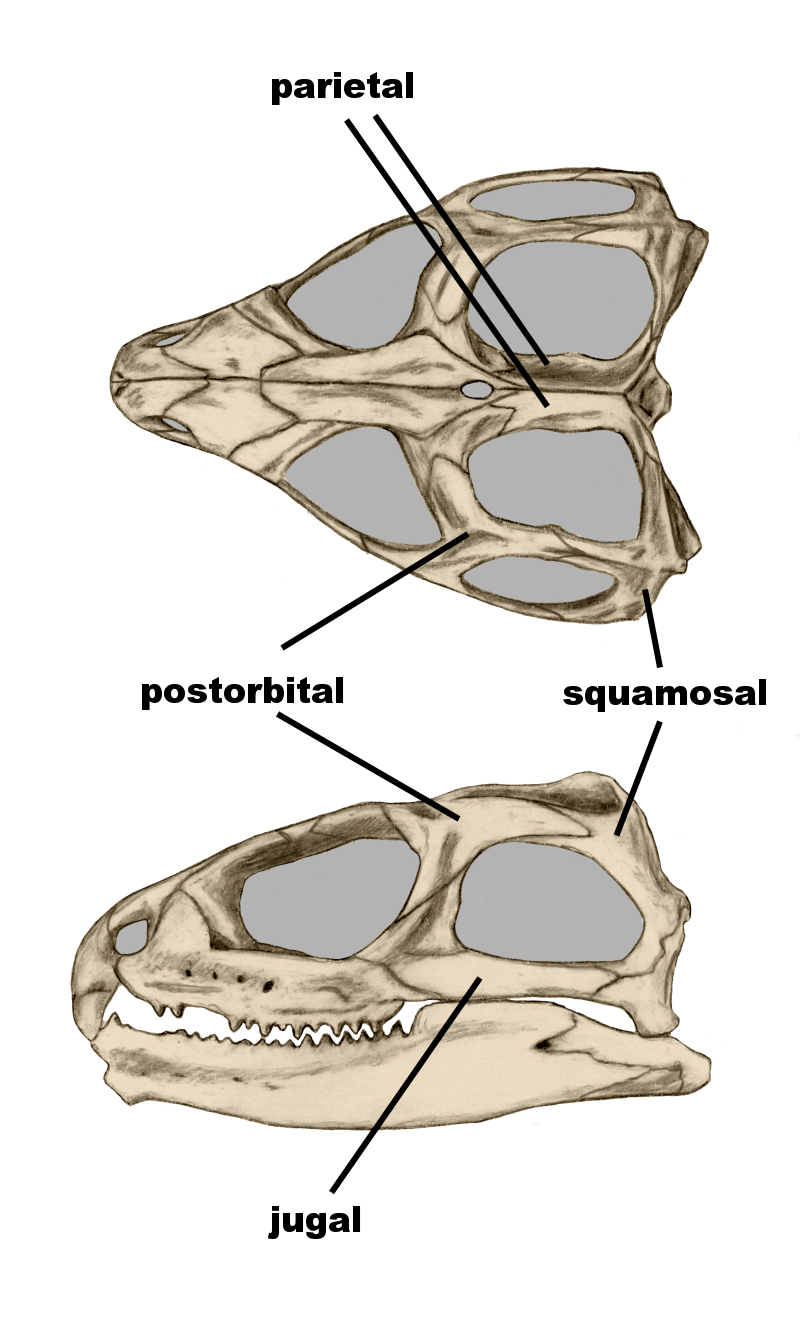
Crâne d'un sphénodon, montrant les deux fenêtres temporales.

Chez la plupart des diapsides, le crâne a été modifié au cours de l'évolution par rapport au modèle originel, visible sur les individus fossiles. Cependant, chez le sphénodon, toutes les caractéristiques originelles ont été préservées : son crâne présente deux ouvertures de chaque côté, appelées fenêtres temporales, avec des arches complètes. De plus, chez cette espèce, la mâchoire supérieure est solidement rattachée au crâne. L'ensemble forme une structure très rigide et peu flexible. Les tortues (testudinées), dont le crâne ne possède aucune fenêtre temporale (anapsides), sont considérées comme les plus primitifs des amniotes, mais certaines recherches suggèrent qu'elles auraient pu perdre secondairement cet orifice temporal ; les sphénodons possèderaient dans ce cas des fenêtres temporales plus primitives que celles des tortues,,.

##### Mâchoires
L'extrémité antérieure du maxillaire est en forme de bec et séparée du reste de la mâchoire par une encoche. Il n'y a qu'un seul rang de dents sur la mâchoire inférieure mais un double rang sur la mâchoire supérieure, le rang du bas s'engageant parfaitement entre les deux rangs du haut quand la bouche est fermée. Cette disposition de la denture ne se trouve chez aucun autre reptile ; bien que de nombreux serpents aient eux aussi une double rangée de dents sur la mâchoire supérieure, leur disposition et leur fonction sont différentes de celles de la dentition du sphénodon. Les mâchoires, jointes par un ligament, mastiquent avec des mouvements antéro-postérieurs combinés avec les mouvements verticaux de cisaillement. La puissance de la morsure permet de cisailler de la chitine et de petits os.

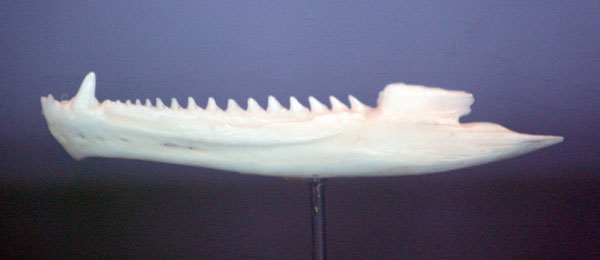
Les « dents » du sphénodon sont en fait des saillies tranchantes de l'os de la mâchoire.

Les dents du sphénodon ne sont pas renouvelées, car ce ne sont pas des structures individualisées comme des dents véritables, mais des projections tranchantes de l'os de la mâchoire. À mesure que ses dents s'usent, le sphénodon vieillissant doit opter pour des proies plus tendres comme des vers de terre, des larves ou des limaces, et doit même, à terme, mâcher ses proies entre des mâchoires complètement lisses.

#### Colonne vertébrale et côtes
La colonne vertébrale du sphénodon est constituée de vertèbres amphicoeles, c'est-à-dire présentant une face concave, en verre de montre, sur les côtés antérieur et postérieur. Ces vertèbres sont habituelles chez les poissons et chez certains amphibiens, mais n'existent, chez les amniotes, que chez les sphénodons.
Le sphénodon possède des gastralia, aussi appelées côtes abdominales ou côtes gastriques, qui sont actuellement considérées comme un trait ancestral des diapsides. On les rencontre également chez certains lézards (chez qui elles sont essentiellement cartilagineuses), et chez les crocodiliens. Contrairement aux côtes thoraciques, elles ne sont jamais rattachées à la colonne vertébrale, mais peuvent être rattachées au sternum et/ou au bassin.
Les côtes thoraciques présentent une petite excroissance osseuse en forme de crochet, appelée processus unciné, sur la face externe de chaque côte. On retrouve cette caractéristique chez les oiseaux ; mais les sphénodons sont les seuls tétrapodes actuels possédant à la fois des gastralia bien développées et des processus uncinés.
Chez les premiers tétrapodes, les gastralia et les côtes (munies de leur processus unciné), en complément d'autres éléments osseux comme les plaques osseuses de leur peau (ostéodermes) et les clavicules, auraient formé une sorte d'armure autour du corps de l'animal, protégeant le ventre et aidant à soutenir les intestins et autres organes internes. Ces particularités anatomiques sont probablement dérivées de structures impliquées dans la locomotion avant même que les vertébrés ne migrent des océans vers la terre ferme. Il est aussi possible que les gastralia soient impliquées dans les mouvements respiratoires chez les espèces primitives d'amphibiens et de reptiles aujourd'hui éteintes.
La ceinture pelvienne et la ceinture scapulaire, de même que les écailles et d'autres organes internes, ont une organisation différente de celle des lézards.

### Sens et organes sensoriels

#### Vision
Les yeux sont capables d'accommoder indépendamment l'un de l'autre. Chaque œil possède une rétine particulière, qui contient un double jeu de cellules visuelles, pour la vision nocturne et diurne, et un tapetum lucidum qui reflète la lumière vers la rétine pour améliorer la vision nocturne. Il possède aussi une membrane nictitante protégeant l'œil.

#### Troisième œil
Le tuatara est aussi connu pour posséder un troisième œil, dit « œil pariétal » ou « œil pinéal ». Il possède un cristallin, une cornée, une rétine à photorécepteurs de type bâtonnet, et une connexion nerveuse dégénérée avec le cerveau, ce qui suggère qu'il dérive d'un œil véritable. Cet œil pinéal n'est visible que chez les petits, qui présentent une partie translucide au centre du sommet du crâne. Après 4 à 6 mois, elle se couvre d'écailles opaques et de pigments. Le rôle de ce troisième œil est inconnu, mais il pourrait être utilisé pour absorber les ultraviolets dans le but de synthétiser de la vitamine D, comme pour déterminer le rythme nycthéméral et aider à la thermorégulation. De tous les tétrapodes actuels, le sphénodon est celui chez qui l'œil pinéal est le plus développé. Cet œil fait partie d'un complexe dont fait aussi partie la glande pinéale ou épiphyse, productrice de mélatonine. Autre hypothèse : il a été démontré que, chez la salamandre, le complexe pinéal est utilisé pour percevoir la lumière polarisée, et détermine ainsi la position du soleil même s'il y a un couvert nuageux, aidant ainsi à la navigation.

#### Audition
Le sphénodon possède, comme les tortues, les organes auditifs les plus simples des amniotes. Il n'a ni tympan, ni conduit auditif, et la cavité de l'oreille moyenne est remplie d'un tissu lâche, essentiellement adipeux. Le stapes (étrier) est en contact avec l'os carré (qui est inamovible) mais aussi avec l'os hyoïde et le squamosal. Les cellules ciliées de l'organe de Corti ne sont pas spécialisées, sont innervées par des fibres nerveuses à la fois afférentes et efférentes (motrices et sensitives) et ne réagissent qu'aux faibles fréquences. Même si les organes auditifs sont peu développés, sans oreille externe, les sphénodons réagissent tout de même à des fréquences variant de 100 à 800 Hz, avec une sensibilité maximale à 200 Hz pour 40 dB.

## Comportement

### Thermorégulation et rythmes biologiques
Animal terrestre, le sphénodon adulte est un reptile nocturne, bien qu'il s'expose souvent au soleil pour se réchauffer. Les petits sont diurnes : ils ont davantage besoin de chaleur et par ailleurs les adultes peuvent être cannibales. Les petits se cachent sous des troncs d'arbres couchés ou des pierres. Les sphénodons peuvent prospérer à des températures très inférieures à celles tolérées par la majorité des reptiles ; ils hibernent pendant l'hiver austral. Ils sont capables de maintenir leur activité à des températures aussi faibles que 7 °C, tandis que des températures supérieures à 28 °C leur sont généralement fatales. La température optimale pour l'organisme du sphénodon varie de 16 à 21 °C, la plus basse chez les Reptiles. La température corporelle interne des sphénodons est plus faible que celle des autres reptiles, variant de 5,2 à 11,2 °C durant la journée, alors que la plupart des reptiles ont une température corporelle de 20 °C. Lorsque la température corporelle est faible, le métabolisme de l'animal ralentit.

### Alimentation
Le guano des oiseaux de mer permet le maintien d'une population d'invertébrés qui sont les proies principales du sphénodon, principalement des coléoptères, des sauterelles, des araignées ; mais le sphénodon peut aussi consommer des grenouilles, des lézards, ainsi que des œufs ou des oisillons ; il est même occasionnellement cannibale. Les œufs et oisillons des oiseaux de mer, nourriture disponible de façon saisonnière, peuvent fournir les acides gras essentiels nécessaires au sphénodon. Pour se défendre, le sphénodon mord tout ce qui le menace et ne lâche pas facilement prise. Il peut cependant être facilement capturé, en faisant entrer une balle de tennis, attachée à un lien, dans son terrier, puis en ramenant lentement la balle, avec le sphénodon qui l'a mordue accroché : la forme de ses dents les rend en effet difficiles à décrocher.

### Reproduction et croissance

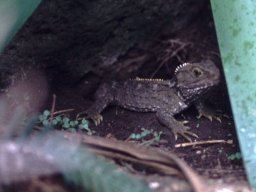
Juvénile de Tuatara Sphenodon punctatus.

Le sphénodon a un taux de reproduction faible, il lui faut entre 7 et 13 ans pour atteindre la maturité sexuelle ; les femelles s'accouplent et pondent seulement environ tous les quatre ans.
Les accouplements ont lieu au milieu de l'été austral. Pendant la parade nuptiale, la peau du mâle est plus sombre ; il érige sa crête et s'exhibe devant la femelle. Il marche lentement en cercle autour d'elle, les pattes raides. Soit la femelle se soumet et permet au mâle de la monter, soit elle se réfugie dans son terrier. Le mâle ne possède pas de pénis, fait unique chez les reptiles[réf. nécessaire] ; il s'accouple en soulevant la queue de la femelle et en plaçant son cloaque contre celui de sa partenaire. Le sperme est transféré de cloaque à cloaque, selon un processus semblable à celui des oiseaux.
Les œufs de sphénodon ont une coquille molle, parcheminée. La femelle Sphénodon met entre un et trois ans pour produire des œufs fécondables, et plus de sept mois pour former la coquille. Après la ponte l'incubation dure de 12 à 14 mois dans la nature, et 6 mois en incubateur. Ceci implique que la reproduction ne survient qu'à deux à cinq ans d'intervalle, soit le cycle de reproduction le plus lent chez les reptiles,,.
Chaque ponte présente une moyenne de six à neuf œufs (mais les valeurs extrêmes vont de un à dix-huit). Ces œufs mesurent de 22 à 27 mm de long pour 16 à 18 mm de large.
Le sexe des petits dépendra de la température d'incubation de l'œuf ; les œufs les plus chauffés auront tendance à produire des mâles et les moins chauffés des femelles. Des œufs incubés à 21 °C auront autant de chances de produire des mâles que des femelles. Mais à 22 °C, il y a 80 % de chances que le petit soit mâle, et 20 °C, 80 % de chances que le petit soit femelle. Ceci montre que la détermination du sexe, chez le sphénodon, est liée à la fois par la génétique et par les facteurs de l'environnement.
Le sphénodon a sans doute le taux de croissance le plus faible de tous les Reptiles, car il grandit durant les 35 premières années de sa vie. Sa durée de vie moyenne est 60 ans, mais on pense qu'il peut vivre plus de 100 ans.

## Distribution et habitat

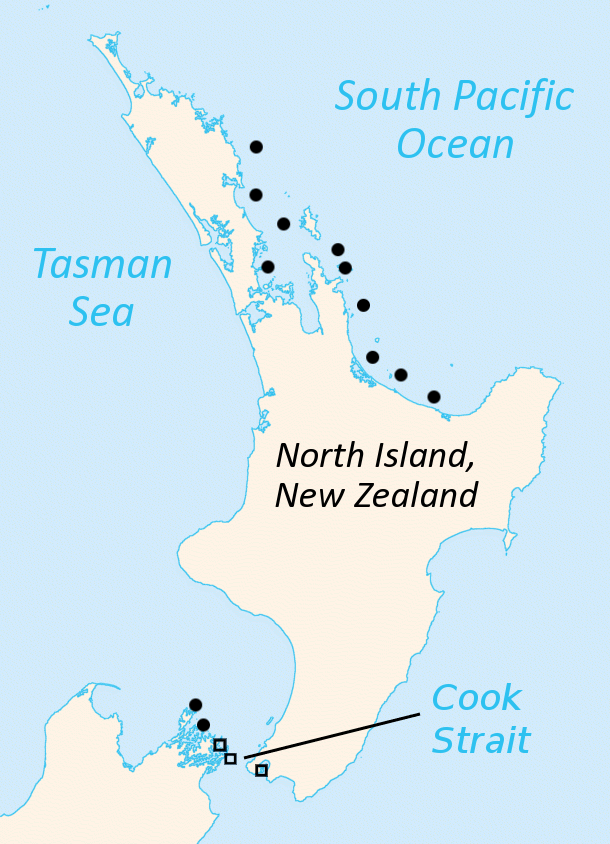
Répartition des sphénodons en Nouvelle-Zélande. Légende (chaque point peut représenter jusqu'à sept îles) :
Carrés : Sphenodon guntheri.
Ronds : Sphenodon punctatus,,.

La seule espèce actuelle est endémique de Nouvelle-Zélande. Elle se rencontre sur les îles et îlots au nord et au sud de l'île du Nord de la Nouvelle-Zélande (sur laquelle il n'existe plus en liberté) ; il est endémique de ce pays au climat tempéré et océanique. Le sphénodon est longtemps resté cantonné à 32 îles et îlots au large de l'île du Nord ; mais depuis quelques années, des tentatives d'introduction sur d'autres îles ont été menées avec succès (voir le paragraphe « Le sphénodon et l'homme »).
Certains oiseaux creusant des terriers, tels les pétrels, les prions, et les puffins partagent, pendant leur saison de nidification, l'habitat insulaire des sphénodons. Ces derniers utilisent les terriers des oiseaux comme abri, quand ils ne sont pas occupés, ou parfois creusent leur propre abri.

## Classification systématique et évolution
Les sphénodons, ou rhynchocéphales, constituent un groupe ancien de lépidosauriens.

### Liste des espèces
Selon The Reptile Database (12 janvier 2013) :
- Sphenodon punctatus (Gray, 1842)

et l'espèce fossile
- Sphenodon diversum Colenso, 1885

Des études récentes semblent démontrer que les trois populations distinctes de sphénodons qui subsistent encore de nos jours seraient soit à placer dans la même espèce avec des sous-espèces, soit à séparer en trois espèces distinctes. La tendance, en 2010, est de considérer qu'il n'existe de nos jours qu'une seule espèce, Sphenodon punctatus, regroupant les trois populations,,

### Lépidosauriens
Le sphénodon, et le groupe actuellement le plus proche, les Squamata (incluant les lézards, les serpents et les Amphisbaenia), appartiennent au superordre des Lepidosauria, le seul taxon actuellement survivant parmi les Lepidosauromorpha. Les squamates et les sphénodons sont capables d'autotomie au niveau de la queue (c'est-à-dire de perdre le bout de leur queue quand ils sont menacés), et ont une fente cloacale transverse. L'origine des sphénodons se situe probablement dans une branche proche de la séparation entre les Lepidosauromorpha et les Archosauromorpha. Bien que les sphénodons ressemblent aux lézards, cette similarité est principalement superficielle, puisque les Sphenodontidae possèdent plusieurs caractéristiques uniques dans le groupe des reptiles. La forme typique du lézard était très commune chez les premiers amniotes ; le plus vieux fossile connu de reptile, Hylonomus, ressemble superficiellement à un lézard actuel.

### « Fossile vivant »?
Qualifier le sphénodon de « fossile vivant », expression remontant à Charles Darwin en personne, sous-entend qu'il serait resté quasiment inchangé morphologiquement au cours de son histoire entière, soit approximativement 220 millions d'années. Le sphénodon est un animal aujourd'hui défini comme espèce panchronique : l'expression « fossile vivant » n'est plus utilisée, d'une part parce que c'est un oxymore (par définition un fossile est mort) et d'autre part parce que biologiquement, une ressemblance extérieure avec des espèces disparues ou une appartenance à un groupe jadis plus diversifié ne signifient pas que l'espèce n'a pas évolué sur d'autres plans, comportemental ou génétique par exemple.
Des travaux sur la taxonomie des Sphenodontia ont en effet montré que ce groupe a subi divers changements pendant le Mésozoïque. De nombreuses niches écologiques, actuellement occupées par ses Squamates, étaient à l'époque le fief des Sphenodontia. Il a même existé un groupe florissant de Sphenodontia aquatiques, connus sous le nom générique de Pleurosaurus, qui différaient nettement des sphénodons actuels qui ne prospèrent que sur les îles autour de la Nouvelle-Zélande et dont les adaptations au froid semblent être des caractéristiques uniques, puisque leurs ancêtres Sphenodontia vivaient sous les climats beaucoup plus chauds du Mésozoïque. Le fait que la seule espèce survivante de ce groupe soit adaptée au froid est corrélé à la position océanique isolée de la Nouvelle-Zélande, notamment pendant les périodes glaciaires, qui a probablement empêché la survie ou l'arrivée des Squamates.

### Histoire de la classification du sphénodon

Cladogramme montrant la parenté entre les diapsides. Légende :
1. Sphénodons.
2. Lézards.
3. Serpents.
4. Crocodiles.
5. Oiseaux.
Les lézards constituent un groupe polyphylétique. La longueur des branches n'indique pas l'échelle des temps.

Les sphénodons furent à l'origine classés parmi les lézards en 1831, lorsque le British Museum reçut un crâne de cet animal. Cette erreur de classification du genre Sphenodon persista jusqu'en 1867, année où Albert Günther, du British Museum, nota sur ce crâne des caractéristiques similaires à celles des oiseaux, des tortues et des crocodiles. Il proposa alors l'ordre des Rhynchocephalia (ce qui signifie tête à bec) pour classer le sphénodon (qu'il nomma Rhynchocephalus) et ses parents fossiles. De nos jours, la plupart des auteurs préfèrent utiliser l'appellation Sphenodontia, ordre plus exclusif, réunissant les sphénodons et leurs plus proches parents éteints. En effet, dans les années qui ont suivi la description de l'ordre des Rhynchocephalia, de nombreuses espèces disparates avaient été ajoutées à cet ordre. Ceci l'avait transformé en ce qu'on pourrait appeler un taxon poubelle ou « fourre-tout ». En 1925, Williston proposa de créer l'ordre des Sphenodontia, n'incluant que le sphénodon et ses plus proches parents fossiles.
John Edward Gray proposa d'autres appellations latines pour la seule espèce alors connue : d'abord Sphaenodon punctata Gray en 1831, puis Hatteria punctata Gray en 1842 (qui donna naissance aux appellations francisées Hattérie ou Hattéria). Finalement, le nom latin a été fixé à Sphenodon punctatum Gray 1869. Les autres appellations étant considérées comme synonymes, mais non valides.
En 1990, Charles Hines Daugherty a publié les résultats de son étude de la génétique des sphénodons, dans laquelle il démontrait une forte divergence entre les individus formant la population des îles Brothers et les autres populations. Cela a mené au début des années 1990 à la validation de l'espèce Sphenodon guntheri, proposée dès 1877 par Walter Buller, mais jusque-là largement ignorée.

### Espèces ou sous-espèces?

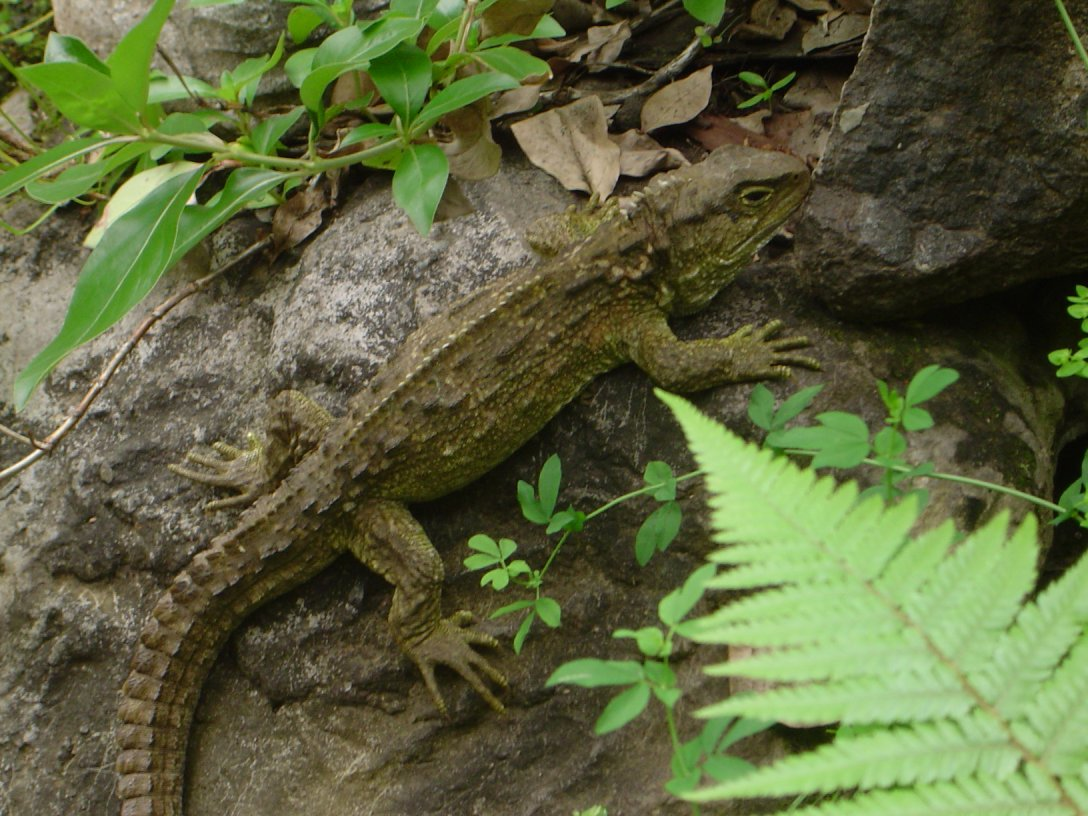
Sphenodon punctatus adulte.

Du début des années 1990 au début des années 2010, on a considéré qu'il y avait deux espèces actuelles de sphénodon : le Sphenodon punctatus et le beaucoup plus rare Sphenodon guntheri qui ne se trouve que sur les îles Brothers, dans le détroit de Cook. Sphenodon punctatus fut nommé alors qu'une seule espèce était connue, ce qui explique pourquoi son nom est peu approprié. En effet, les deux espèces peuvent avoir des taches. Le Sphenodon guntheri a la peau de couleur olive tirant sur le marron avec des taches jaunâtres, tandis que le Sphenodon punctatus a une couleur souvent jaspée qui varie du vert olive au rose sombre ou au rouge brique en passant par le gris, mais toujours avec des taches blanches,,. De plus, Sphenodon guntheri est nettement plus petit.
L'espèce Sphenodon punctatus a pour sa part été divisée en deux sous-espèces :
- le sphénodon du détroit de Cook (qui ne possède pas de nom de sous-espèce en latin) qui vit sur des îles situées dans le détroit de Cook ou proches de ce dernier ;
- le sphénodon du Nord (Sphenodon punctatus punctatus) qui vit sur des îles situées dans la bay of Plenty, et dans quelques îles situées encore plus au nord[56].

Une troisième espèce de sphénodon, actuellement éteinte, a été identifiée en novembre 1885 par William Colenso, à qui fut envoyé un individu en voie de fossilisation, provenant d'une mine de charbon. William Colenso appela cette nouvelle espèce Sphenodon diversum.
En 2010, une étude génétique plus poussée semble démontrer que cette subdivision du genre Sphenodon ne serait pas justifiée et doit donc être révisée (soit subdivisée en trois espèces actuelles, qui resteraient à déterminer, soit au contraire considérer qu'il n'existe qu'une seule espèce actuelle, avec des variétés),.

## Le sphénodon et l'homme

### Statut et préservation

#### Menaces sur le sphénodon

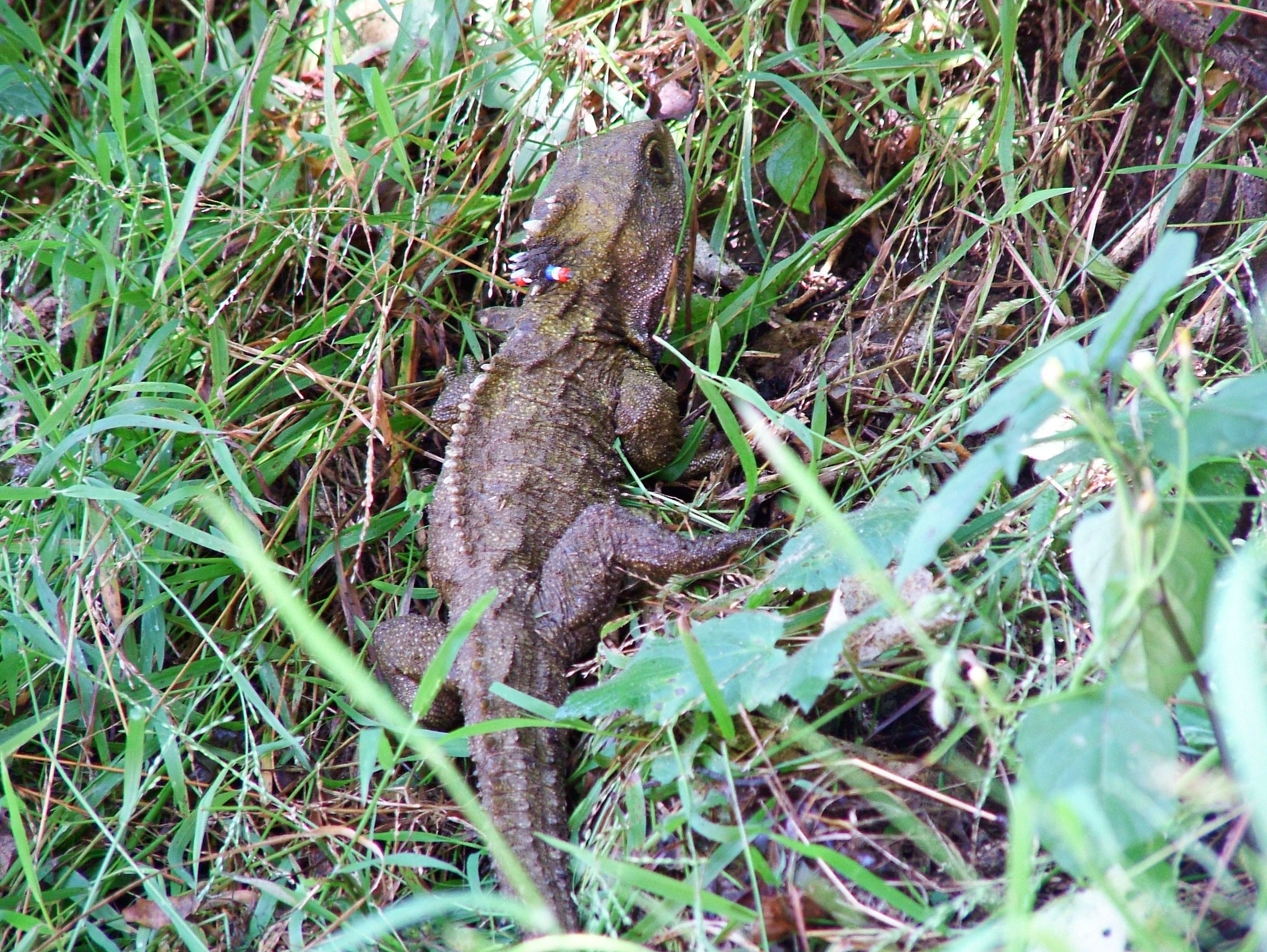
Sphénodon (marqué au niveau de la nuque) dans le sanctuaire animalier de Karori.

Le sphénodon a été classé parmi les espèces menacées depuis 1895,, bien que la seconde espèce, Sphenodon guntheri, n’ait été déterminée (ou redécouverte ?) qu'en 1989. La situation du Sphenodon guntheri est depuis 1994 considérée comme vulnérable par l'UICN.
Le sphénodon, comme beaucoup d'animaux natifs de Nouvelle-Zélande, est menacé par la destruction de son habitat, et par l'introduction accidentelle du rat polynésien.
Le genre Sphenodon était éteint sur l'île du Nord, et la population restante confinée sur 32 îles au large de celle-ci jusqu'au premier lâcher de cet animal sur l'île du Nord, dans le sanctuaire animalier de Karori, sévèrement clôturé et surveillé.
Ces 32 îles étaient libres de toute présence de mammifères, difficiles d'accès et colonisées par un petit nombre d'espèces, ce qui tend à indiquer qu'un animal absent sur ces îles pourrait avoir été la cause de la disparition du sphénodon sur l'île principale. Cependant, le rat polynésien s'est récemment établi sur plusieurs de ces îles et le sphénodon y persiste, mais ne s'y reproduit plus,. De plus, les sphénodons ont toujours été plus rares sur les îles habitées par les rats.
Le faible taux de reproduction de l'espèce est aussi une des causes de sa fragilité face aux menaces causées par les rats et la destruction de son habitat.
Du fait de la détermination du sexe des embryons par la température d'incubation des œufs, les scientifiques craignent que le réchauffement climatique induise un déséquilibre dans le sex ratio, en faveur des mâles.

#### Introductions et réintroductions dans un milieu naturel

##### Cas deSphenodon guntheri

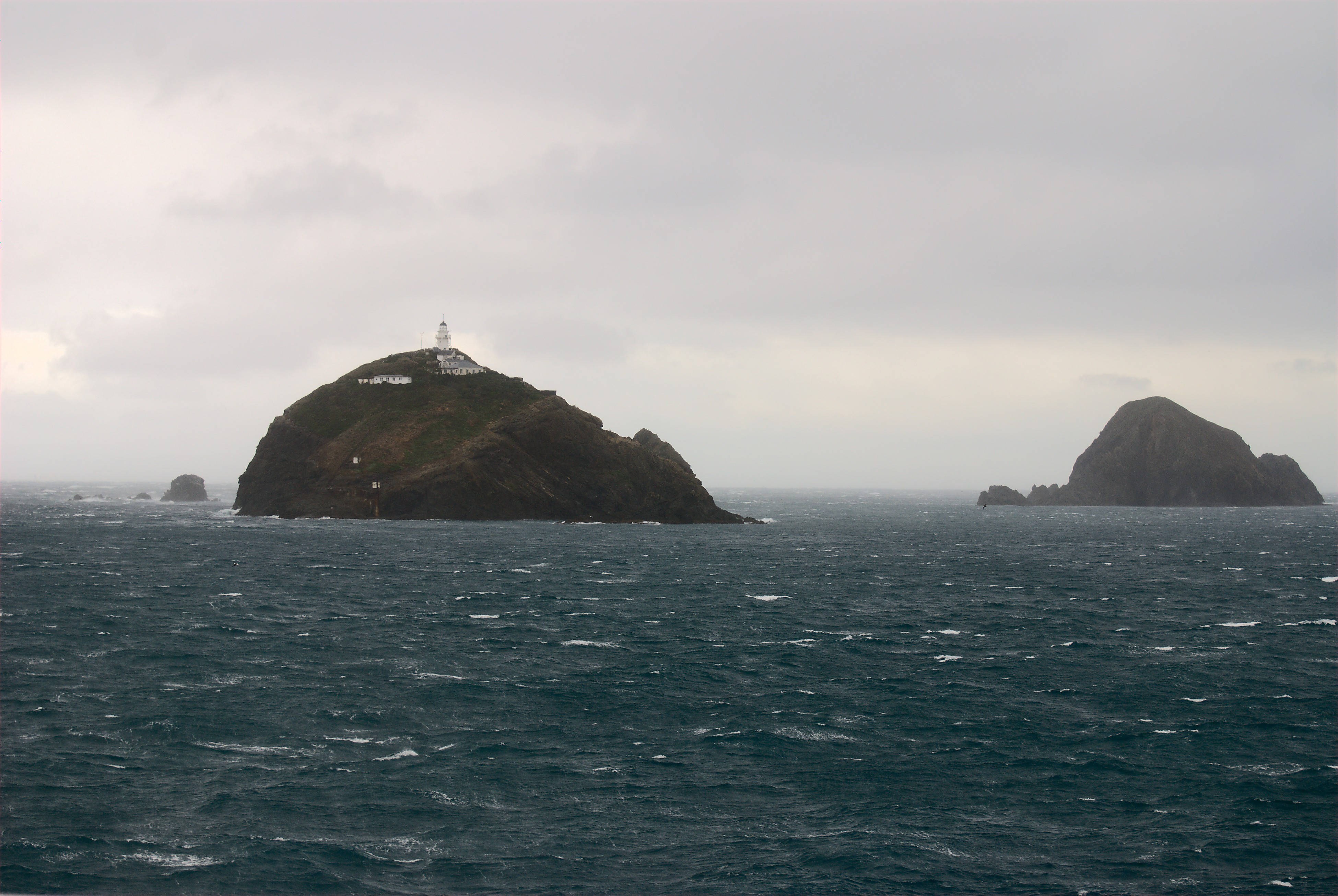
Les îles Brothers, dans le détroit de Cook, renferment une population d'environ 400 sphénodons.

Sphenodon guntheri est naturellement présent sur les petites îles Brothers du détroit de Cook, avec une population d'environ 400 individus. En 1995, 50 juvéniles et 18 adultes de cette espèce ont été déplacés jusqu'à Titi Island, et leur installation a été surveillée. Deux ans plus tard, plus de la moitié de ces animaux avait été recapturés, pesés, puis relâchés : tous avaient pris du poids, sauf un. En 1998, 34 juvéniles provenant d'élevages en captivité et 20 adultes capturés dans la nature furent de même transférés sur Matiu Island, un endroit plus accessible au public.
Fin octobre 2007, il a été annoncé que 50 sphénodons de cette espèce, collectés à l'état d'œufs sur l'île de Brothers, incubés jusqu'à éclosion à l'Université Victoria de Wellington, puis élevés pendant cinq ans au zoo de Wellington, avaient été relâchés sur Long Island, toujours dans le détroit de Cook.

##### Cas deSphenodon punctatus
Sphenodon punctatus est naturellement présent sur 29 îles, et sa population est estimée à 60 000 individus.
En 1996, 32 adultes de cette espèce ont été déplacés de Moutoki Island vers Whale Island. La capacité d'accueil de Whale Island est estimée à 8 500 individus, et cette île pourrait permettre au public de voir des sphénodons en liberté.
Un lâcher de Sphenodon punctatus sur l'île principale a eu lieu en 2005, dans le sévèrement surveillé et clôturé sanctuaire animalier de Karori. Un second lâcher sur l'île principale a eu lieu en octobre 2007, lors duquel 130 individus supplémentaires ont été transférés de l'île Stephens vers le sanctuaire de Karori.

#### Éradication des rats

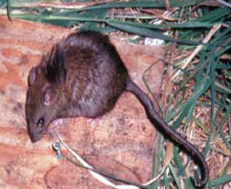
Le Rat polynésien (Rattus exulans) est un animal nuisible pour les sphénodons, notamment par sa consommation des œufs.

En 1990 et 1991, les sphénodons des îles Stanley, Red Mercury et Cuvier furent déplacés et maintenus en captivité pour permettre l'éradication des rats polynésiens sur ces îles. Ces trois populations se sont reproduites en captivité, et après une éradication réussie des rats, tous les individus (y compris les juvéniles nés pendant l'opération) retournèrent vers leur île d'origine.
Lors de la saison 1991 - 1992, on découvrit que Little Barrier Island ne possédait plus que huit sphénodons, qui furent placés en captivité sur place. Les femelles produisirent 42 œufs, qui furent incubés à l'université Victoria. La progéniture obtenue fut maintenue en captivité sur l'île et dans le Recovery Plan de 2001-2011, publié en 2001, il est mentionné que l'éradication des rats sur cette île était imminente.
Les rats furent éradiqués de Middle Chain Island en 1992, de Whatupuke en 1993, de Lady Alice Island en 1994, et de Coppermine Island en 1997. À la suite de ce programme, on a pu de nouveau voir des juvéniles sur ces trois dernières îles. Pour comparaison, en 2007, les rats demeurent toujours sur Hen Island, du même groupe d'îles, et aucun juvénile n'a été vu là depuis au moins 2001. Middle Chain Island ne présente pas de sphénodons, mais on pense qu'il est possible que les rats fassent la traversée à la nage entre Middle Chain et d'autres îles qui, elles, présentent des sphénodons, aussi les rats ont-ils été éradiqués pour empêcher cela.
D'autres éradications de ces rongeurs ont été effectuées sur l'île Rangitoto à l'est de l'île d'Urville, afin de préparer le terrain au lâcher, en 2004, de 432 juvéniles de la sous-espèce sphénodon du détroit de Cook, qui avaient été élevés à l'université Victoria depuis 2001.

#### Élevage en captivité

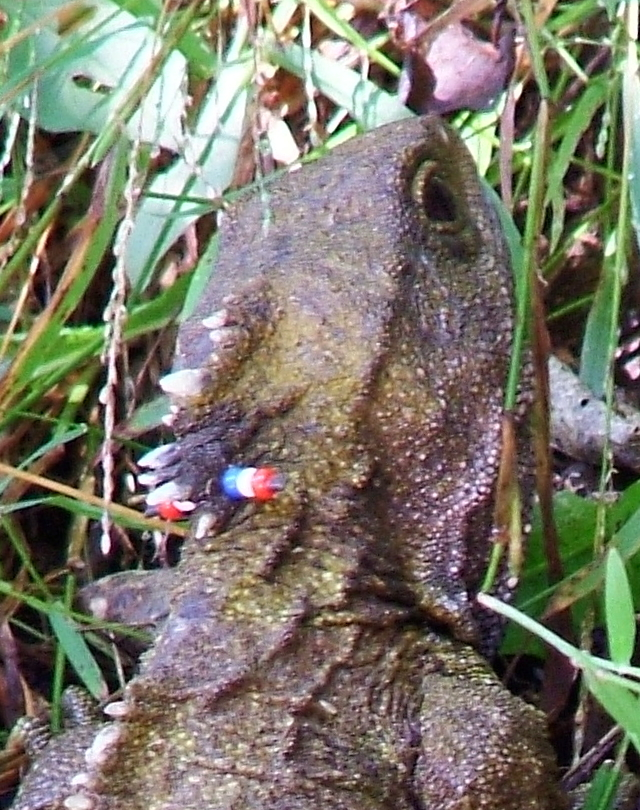
Les tuataras du sanctuaire animalier de Karori sont marqués pour faciliter leur identification.

Il existe plusieurs programmes d'élevage du sphénodon en Nouvelle-Zélande. Le Southland Museum and Art Gallery d'Invercargill fut le premier organisme à avoir un programme d'élevage de sphénodon ; ils élèvent plus particulièrement des Sphenodon punctatus. Le zoo de Hamilton et le zoo de Wellington pratiquent aussi l'élevage conservatoire. L'université Victoria maintient un programme de recherche concernant l'élevage en captivité, et le Mount Bruce Wildlife Centre détient un couple et des juvéniles. Le WildNZ Trust, organisme de charité néo-zélandais, a lui aussi un enclos d'élevage de sphénodons à Ruawai.

### Importance culturelle
- Le sphénodon figure dans plusieurs légendes autochtones, où il est vu comme un ariki (forme divine). Les sphénodons sont considérés comme des messagers de Whiro, le dieu de la mort et du désastre. Selon Margaret Rose Orbell, le tuatara aurait été moins tapu que le gecko, et aurait été utilisé comme nourriture, mais avec des restrictions : lorsque les hommes partaient chasser cet animal, tous les gens du village devaient s'abstenir de manger, sous peine de mettre le tuatara en colère et de l'inciter à attaquer les chasseurs. De plus, il était interdit aux femmes Māori de le manger, car, leur mana étant trop faible, elle risquait des représailles de la part des tuataras[68]. Selon la croyance, les sphénodons indiquent où se situent les tapus (lieux tabous des Maoris néo-zélandais)[69]. Les femmes māori se tatouent parfois des images de lézards, dont certains pourraient représenter des sphénodons, près de leurs organes génitaux[69]. De nos jours, les sphénodons sont considérés comme des taonga (trésors particuliers)[70].
- Le sphénodon figurait sur une des faces de la pièce de 5 cents du dollar néo-zélandais, qui fut retirée de la circulation en octobre 2006 [pourquoi ?][réf. souhaitée].
- Tuatara fut le nom du magazine de l'université Victoria de Wellington, Journal of the Biological Society of Victoria University College, publié de 1947 jusqu'en 1993[71].
- Le héros du film d'animation Leo est un sphenodon[72]

## Publication originale
- Gray, 1831 : Note on a peculiar structure in the Head of an Agama. Zoological Miscellany, vol. 1, p. 13-14 (texte intégral).

### Organisations compétentes
Nouvelle-Zélande
- Auckland Zoo
- « Hamilton Zoo Tuatara breeding »(Archive.org • Wikiwix • Archive.is • Google • Que faire ?) (consulté le 30 mars 2013)
- « Kiwi Birdlife Park Queenstown »(Archive.org • Wikiwix • Archive.is • Google • Que faire ?) (consulté le 30 mars 2013)
- « Natureland Zoo, Nelson, NZ »(Archive.org • Wikiwix • Archive.is • Google • Que faire ?) (consulté le 30 mars 2013)
- Pukaha Mount Bruce
- Southland Museum and Art Gallery
- « Victoria University of Wellington »(Archive.org • Wikiwix • Archive.is • Google • Que faire ?) (consulté le 30 mars 2013)
- Wellington Zoo
- WildNZ Trust Projects at Ruawai

 Australie
- Taronga Zoo

 Europe
- Chester Zoo
- Zoo Aquarium Berlin

 États-Unis
- Dallas Zoo
- Saint Louis Zoo
- San Diego Zoo (S. guntheri)
- Toledo Zoo